# 1054 Forsytia
1054 Forsytia este un asteroid din centura principală, descoperit pe 20 noiembrie 1925, de Karl Reinmuth.